# Morti nel 1873
| Questa pagina contiene informazioni ricavate automaticamente dalle voci biografiche con l'ausilio del template Bio e di un bot. L'aggiornamento è periodico e automatico e ricostruisce completamente la pagina. Se manca una persona in questa lista, sei pregato di non aggiungerla, ma accertati piuttosto che la sua voce biografica contenga il template Bio e che i dati anagrafici siano correttamente compilati. Se il template Bio manca, inseriscilo tu stesso o, in alternativa, metti l'avviso {{tmp\|Bio}} che ne segnala la mancanza. Se i dati riportati sono sbagliati, correggi direttamente la voce biografica; le modifiche saranno visibili in questa lista entro pochi giorni. Per chiarimenti vedi il progetto biografie. La lista contiene solo le 334 persone che sono citate nell'enciclopedia e per le quali è stato implementato correttamente il template Bio. Pagina aggiornata al 10 ago 2025. |

## Gennaio(19)
- 2 gennaio - Bogusław Fryderyk Radziwiłł, nobile e generale polacco (n. 1809)
- 5 gennaio - Emanuele Marliani, diplomatico, politico e patriota spagnolo (n. 1795)
- 7 gennaio - James Henry Carleton, generale statunitense (n. 1814)
- 9 gennaio - Napoleone III di Francia, militare e politico francese (n. 1808)
- 10 gennaio - Francesco Dall'Ongaro, poeta, drammaturgo e librettista italiano (n. 1808)
- 12 gennaio - Giovanni Merlini, presbitero e missionario italiano (n. 1795)
- 15 gennaio - James Robinson, fantino britannico (n. 1794)
- 17 gennaio - Domenico Mauro, politico, letterato e patriota italiano (n. 1812)
- 18 gennaio - Edward Bulwer-Lytton, scrittore, drammaturgo e politico britannico (n. 1803)
- 20 gennaio - Basile Moreau, presbitero francese (n. 1799)
- 21 gennaio - Gaspard Auguste Brullé, entomologo francese (n. 1809)
- 22 gennaio - Giuseppe Capone di Altavilla, imprenditore e politico italiano (n. 1793)
- 22 gennaio - Jean Philippe Fenouillas, militare francese (n. 1830)
- 23 gennaio - Louis-Gustave Ricard, pittore francese (n. 1823)
- 24 gennaio - Jules Eytel, avvocato e politico svizzero (n. 1817)
- 26 gennaio - Amelia di Leuchtenberg, duchessa (n. 1812)
- 26 gennaio - Michail Fëdorovič Golicyn, ufficiale russo (n. 1800)
- 27 gennaio - Adam Sedgwick, geologo inglese (n. 1785)
- 30 gennaio - Joseph-Eugène Lacroix, architetto francese (n. 1814)

## Febbraio(27)
- 1º febbraio - Matthew Fontaine Maury, meteorologo e oceanografo statunitense (n. 1806)
- 1º febbraio - Gertrudis Gómez de Avellaneda, scrittrice cubana (n. 1814)
- 2 febbraio - Carlotta di Württemberg, duchessa (n. 1807)
- 2 febbraio - Mariano Herencia Zevallos, politico peruviano (n. 1821)
- 3 febbraio - Marcelin Beaussier, militare e orientalista francese (n. 1821)
- 3 febbraio - Ferdinando di Solms-Braunfels, nobile (n. 1797)
- 6 febbraio - Władysław Wincenty Krasiński, nobile e scrittore polacco (n. 1844)
- 7 febbraio - Bhagwant Singh, principe indiano (n. 1824)
- 7 febbraio - Vincenzo Gallo Arcuri, poeta, patriota e rivoluzionario italiano (n. 1826)
- 7 febbraio - Sheridan Le Fanu, scrittore irlandese (n. 1814)
- 8 febbraio - John White Geary, politico, avvocato e insegnante statunitense (n. 1819)
- 9 febbraio - Carolina Augusta di Baviera, principessa tedesca (n. 1792)
- 9 febbraio - Julius Fürst, orientalista tedesco (n. 1805)
- 12 febbraio - Teriimaevarua II, regina (n. 1841)
- 13 febbraio - Takht Singh, principe indiano (n. 1819)
- 14 febbraio - Stanislas Julien, sinologo francese (n. 1797)
- 19 febbraio - Robert Wilhelm Ekman, pittore finlandese (n. 1808)
- 19 febbraio - Vasil Levski, rivoluzionario bulgaro (n. 1837)
- 21 febbraio - Giuseppe Bertoja, scenografo e imprenditore italiano (n. 1803)
- 23 febbraio - Pietro Camporese il Giovane, architetto italiano (n. 1792)
- 23 febbraio - Jakob von Hartmann, generale tedesco (n. 1795)
- 23 febbraio - Isabella Pizzi, mistica italiana (n. 1833)
- 24 febbraio - Spyridōn Trikoupis, politico e diplomatico greco (n. 1788)
- 25 febbraio - Giacomo Oneto, banchiere e politico italiano (n. 1790)
- 25 febbraio - Philippe-Paul de Ségur, militare e storico francese (n. 1780)
- 26 febbraio - Hieronim Kajsiewicz, presbitero polacco (n. 1812)
- 27 febbraio - Ekaterina Petrovna Sojmonova, nobildonna russa (n. 1790)

## Marzo(32)
- 2 marzo - Tiberio De Blasio Di Palizzi, politico italiano (n. 1827)
- 3 marzo - Luigi Osio, archivista italiano (n. 1803)
- 4 marzo - Augusto di Svezia, principe svedese (n. 1831)
- 5 marzo - Theodore Charles Hilgard, medico, micologo e botanico tedesco (n. 1828)
- 8 marzo - Raffaello Lambruschini, politico, agronomo e pedagogista italiano (n. 1788)
- 8 marzo - Robert William Thomson, inventore scozzese (n. 1822)
- 9 marzo - Charles Knight, editore e scrittore britannico (n. 1791)
- 9 marzo - Domenico Tarsitani, medico italiano (n. 1817)
- 9 marzo - Johannes von Nepomuk Franz Xaver Gistel, naturalista e entomologo tedesco (n. 1809)
- 10 marzo - Paolina di Württemberg, regina tedesca (n. 1800)
- 10 marzo - John Torrey, botanico statunitense (n. 1796)
- 11 marzo - Giuseppe Arconati Visconti, nobile e politico italiano (n. 1797)
- 11 marzo - Charles Temple Dix, pittore statunitense (n. 1838)
- 13 marzo - Andreas Tunkler, ufficiale e ingegnere austriaco (n. 1820)
- 14 marzo - François Baucher, cavaliere francese (n. 1796)
- 14 marzo - Giovanni Pietro Losana, teologo e vescovo cattolico italiano (n. 1793)
- 15 marzo - Giovanni Antonio Ambrosetti, imprenditore e politico italiano (n. 1811)
- 16 marzo - Cesare Valerio, politico italiano (n. 1820)
- 17 marzo - Barbara Maix, religiosa austriaca (n. 1818)
- 20 marzo - William Brydon, militare e medico britannico (n. 1811)
- 20 marzo - Richard Church, generale irlandese (n. 1784)
- 21 marzo - Carlo Arienti, pittore italiano (n. 1801)
- 22 marzo - Alessandro Corticelli, medico e fisiologo italiano (n. 1802)
- 22 marzo - Pietro Minneci, patriota e scrittore italiano (n. 1826)
- 24 marzo - Mary Ann Cotton, serial killer britannica (n. 1832)
- 24 marzo - Raffaele Zotti, storico italiano (n. 1824)
- 25 marzo - Wilhelm Marstrand, scultore danese (n. 1810)
- 26 marzo - Albrecht von Bernstorff, politico prussiano (n. 1809)
- 27 marzo - Teresa Gamba Guiccioli, nobile e scrittrice italiana (n. 1799)
- 29 marzo - Persida Nenadović, sovrana serba (n. 1813)
- 29 marzo - Francesco Zantedeschi, presbitero e fisico italiano (n. 1797)
- 31 marzo - Domenico Donzelli, tenore italiano (n. 1790)

## Aprile(36)
- 1º aprile - Saint-Marc Girardin, politico e scrittore francese (n. 1801)
- 1º aprile - John Hope, VI conte di Hopetoun, ufficiale scozzese (n. 1831)
- 2 aprile - Malika Jahan Khanum, sovrana persiana (n. 1805)
- 4 aprile - Michele Panebianco, pittore italiano (n. 1806)
- 5 aprile - Andrew B. Moore, politico statunitense (n. 1807)
- 5 aprile - Milivoje Petrović Blaznavac, militare e politico serbo (n. 1824)
- 6 aprile - Vittorio Emanuele Camillo IX Massimo, nobile italiano (n. 1803)
- 7 aprile - Giuseppe Cardoni, arcivescovo cattolico e funzionario italiano (n. 1802)
- 9 aprile - Charles Allston Collins, pittore e scrittore inglese (n. 1828)
- 11 aprile - Edward Canby, generale statunitense (n. 1817)
- 11 aprile - Maria Efrem Garrelon, missionario e vescovo cattolico francese (n. 1827)
- 11 aprile - Christopher Hansteen, geofisico, astronomo e fisico norvegese (n. 1784)
- 13 aprile - Carlo Coccia, compositore italiano (n. 1782)
- 14 aprile - Pierre-Frédéric Dorian, politico e imprenditore francese (n. 1814)
- 14 aprile - Miguel García Cuesta, cardinale e arcivescovo cattolico spagnolo (n. 1803)
- 16 aprile - Arcisse de Caumont, archeologo, critico d'arte e storico francese (n. 1801)
- 17 aprile - Semen Stepanovyč Hulak-Artemovs'kyj, baritono, compositore e attore teatrale ucraino (n. 1813)
- 17 aprile - Giuseppe Targioni, vescovo cattolico italiano (n. 1807)
- 18 aprile - Justus von Liebig, chimico tedesco (n. 1803)
- 18 aprile - Massimo Mautino, politico italiano (n. 1816)
- 19 aprile - Giovanni Galvani, filologo, linguista e bibliotecario italiano (n. 1806)
- 19 aprile - Hamilton Hume, esploratore australiano (n. 1797)
- 19 aprile - Alan Spencer-Churchill, nobile e imprenditore inglese (n. 1825)
- 20 aprile - Henry Bence Jones, medico e chimico inglese (n. 1813)
- 21 aprile - Ignazio La Russa, avvocato, magistrato e politico italiano (n. 1798)
- 24 aprile - Adolfo di Hohenlohe-Ingelfingen, politico e principe tedesco (n. 1797)
- 24 aprile - Mary Horner Lyell, geologa britannica (n. 1808)
- 25 aprile - Fëdor Petrovič Tolstoj, pittore e scultore russo (n. 1783)
- 27 aprile - William Charles Macready, attore teatrale e impresario teatrale inglese (n. 1793)
- 28 aprile - Giovanni Maria Benzoni, scultore italiano (n. 1809)
- 28 aprile - Pietro Luigi Manzoni, nobile italiano (n. 1813)
- 28 aprile - Augustin Verdure, insegnante e attivista francese (n. 1825)
- 29 aprile - Cesare Arnaud di San Salvatore, militare e politico italiano (n. 1797)
- 29 aprile - James Robert Hope-Scott, politico scozzese (n. 1812)
- 29 aprile - Ignazio Marini, basso italiano (n. 1811)
- 30 aprile - Alexis Billiet, cardinale e politico italiano (n. 1783)

## Maggio(25)
- 1º maggio - David Livingstone, medico, missionario e esploratore scozzese (n. 1813)
- 1º maggio - George Ledwell Taylor, architetto inglese (n. 1788)
- 4 maggio - William Holmes McGuffey, insegnante statunitense (n. 1800)
- 4 maggio - Charles Rigault de Genouilly, ammiraglio francese (n. 1807)
- 5 maggio - Albert Goblet d'Alviella, militare e politico belga (n. 1790)
- 5 maggio - Sebastiano Mondolfo, banchiere e filantropo italiano (n. 1796)
- 6 maggio - Thomas Dundas, II conte di Zetland, nobile e politico inglese (n. 1795)
- 6 maggio - José Antonio Páez, politico venezuelano (n. 1790)
- 7 maggio - Salmon Portland Chase, politico e giurista statunitense (n. 1808)
- 8 maggio - John Stuart Mill, filosofo e economista britannico (n. 1806)
- 9 maggio - Jakob Laurentz Studach, vescovo cattolico svizzero (n. 1796)
- 9 maggio - Stéphanie de Virieu, pittrice e scultrice francese (n. 1785)
- 11 maggio - Ignacio Agramonte, patriota cubano (n. 1841)
- 15 maggio - Alexandru Ioan Cuza, nobile rumeno (n. 1820)
- 15 maggio - Emanuele Luserna di Rorà, politico italiano (n. 1815)
- 20 maggio - Giuseppe Sappa, magistrato e politico italiano (n. 1803)
- 22 maggio - Carlo Macchi, vescovo cattolico italiano (n. 1802)
- 22 maggio - Alessandro Manzoni, scrittore, poeta e drammaturgo italiano (n. 1785)
- 22 maggio - Per Georg Scheutz, avvocato e inventore svedese (n. 1795)
- 23 maggio - Pierre-Jean De Smet, gesuita e missionario belga (n. 1801)
- 23 maggio - John Early, gesuita e educatore irlandese (n. 1814)
- 27 maggio - Pierre-Antoine Lebrun, poeta francese (n. 1785)
- 27 maggio - Rifa'a al-Tahtawi, scrittore egiziano (n. 1801)
- 29 maggio - Nicolas Deschamps, presbitero e saggista francese (n. 1797)
- 31 maggio - Gian Giacomo Galletti, politico e filantropo italiano (n. 1798)

## Giugno(21)
- 1º giugno - Gheorghe Bibescu, nobile rumeno (n. 1804)
- 5 giugno - Nicolò Di Carlo, latinista italiano (n. 1810)
- 5 giugno - Auguste von Harrach, tedesca (n. 1800)
- 5 giugno - Urbano Rattazzi, politico italiano (n. 1808)
- 6 giugno - Giovanni Tommaso Ghilardi, vescovo cattolico italiano (n. 1800)
- 6 giugno - Adalberto di Prussia, nobile tedesco (n. 1811)
- 8 giugno - Giovanni Secco Suardo, restauratore italiano (n. 1798)
- 11 giugno - Giovanni Antonio Carbonazzi, politico italiano (n. 1792)
- 13 giugno - Angelo Mariani, direttore d'orchestra italiano (n. 1821)
- 16 giugno - Eugène Flachat, ingegnere francese (n. 1802)
- 16 giugno - Moritz Heinrich Romberg, medico e neurologo tedesco (n. 1795)
- 16 giugno - Ignatius Josephus van Regemorter, pittore fiammingo (n. 1785)
- 18 giugno - Aleksandr Viktorovič Poggio, militare e rivoluzionario russo (n. 1798)
- 19 giugno - Gian Domenico Protasi, politico italiano (n. 1810)
- 21 giugno - Clemente Altieri, VI principe di Oriolo, principe italiano (n. 1795)
- 21 giugno - Heinrich August Wilhelm Meyer, pastore protestante e teologo tedesco (n. 1800)
- 21 giugno - Lewis Tappan, mercante e attivista statunitense (n. 1788)
- 22 giugno - Giovanni Battista Cariolo, politico italiano (n. 1805)
- 23 giugno - Filiberto Mollard, generale italiano (n. 1801)
- 26 giugno - Raffaele Santanello, magistrato e politico italiano (n. 1816)
- 27 giugno - Hiram Powers, scultore statunitense (n. 1805)

## Luglio(23)
- 3 luglio - Giovan Battista Silvestri, architetto e pittore italiano (n. 1796)
- 4 luglio - Johann Jakob Kaup, naturalista tedesco (n. 1803)
- 5 luglio - Giovanni Carnovali, pittore italiano (n. 1804)
- 6 luglio - Ignaz Rudolph Schiner, entomologo austriaco (n. 1813)
- 6 luglio - Kaspar Gottfried Schweizer, astronomo svizzero (n. 1816)
- 8 luglio - Franz Xaver Winterhalter, pittore e litografo tedesco (n. 1805)
- 12 luglio - Joseph Barclay Pentland, naturalista, geografo e viaggiatore irlandese (n. 1797)
- 13 luglio - Carlo A-Valle, scrittore e storico italiano (n. 1815)
- 13 luglio - Samuel Jurkovič, pedagogo e attivista slovacco (n. 1796)
- 13 luglio - Angelo Piola Caselli, generale italiano (n. 1819)
- 15 luglio - Gustav Rose, mineralogista tedesco (n. 1798)
- 17 luglio - Joseph Streiter, politico, avvocato e scrittore austriaco (n. 1804)
- 18 luglio - Louis Alfred Auguste Briosne, attivista francese (n. 1825)
- 18 luglio - Philarète Chasles, critico letterario, giornalista e traduttore francese (n. 1799)
- 18 luglio - Filippo Quaranta, politico italiano (n. 1790)
- 19 luglio - Ferdinand David, violinista e compositore tedesco (n. 1810)
- 21 luglio - Delfino Codazzi, matematico italiano (n. 1824)
- 21 luglio - Louis-Charles-Auguste Couder, pittore francese (n. 1789)
- 23 luglio - Noël Paymal Lerebours, ottico e fotografo francese (n. 1807)
- 26 luglio - Giuseppe Galletti, patriota e politico italiano (n. 1798)
- 27 luglio - Fëdor Ivanovič Tjutčev, scrittore e poeta russo (n. 1803)
- 28 luglio - Rinaldo Rinaldi, scultore italiano (n. 1793)
- 30 luglio - Ferdinando Dal Verme, esploratore e ingegnere italiano (n. 1846)

## Agosto(23)
- 1º agosto - Cecilia Underwood, nobile britannica
- 2 agosto - Giuseppe Milesi Pironi Ferretti, cardinale italiano (n. 1817)
- 4 agosto - Viktor Aleksandrovič Hartmann, pittore e architetto russo (n. 1834)
- 5 agosto - Ernesto Rayper, pittore e incisore italiano (n. 1840)
- 6 agosto - Odilon Barrot, politico francese (n. 1791)
- 8 agosto - Antoine Chintreuil, pittore francese (n. 1814)
- 9 agosto - Marcantonio Bentegodi, dirigente sportivo, politico e filantropo italiano (n. 1818)
- 10 agosto - Antonio Billia, giornalista e politico italiano (n. 1831)
- 10 agosto - Marie-Françoise Perroton, religiosa francese (n. 1796)
- 12 agosto - Domenico Monti, funzionario e politico italiano (n. 1816)
- 12 agosto - Christoph Friedrich von Stälin, bibliotecario e storico tedesco (n. 1805)
- 15 agosto - Horatio Bolton, compositore di scacchi britannico (n. 1793)
- 17 agosto - William M. Meredith, avvocato e politico statunitense (n. 1799)
- 17 agosto - Francesco Antonio Turati, imprenditore, filantropo e nobile italiano (n. 1802)
- 18 agosto - Carlo II di Brunswick, nobile (n. 1804)
- 20 agosto - Marie Guy-Stéphan, ballerina francese (n. 1818)
- 20 agosto - Hermann Hankel, matematico tedesco (n. 1839)
- 20 agosto - Gaetano Manzo, brigante italiano (n. 1837)
- 23 agosto - Karl Hopf, storico e medievista tedesco (n. 1832)
- 25 agosto - David Chiossone, letterato, drammaturgo e medico italiano (n. 1820)
- 31 agosto - Francesco De Blasiis, politico italiano (n. 1807)
- 31 agosto - Aleksej Pavlovič Fedčenko, biologo e esploratore russo (n. 1844)
- 31 agosto - Francesco Gandolfi, pittore italiano (n. 1824)

## Settembre(25)
- 5 settembre - Andreas Melczer von Kellemes, generale austriaco (n. 1800)
- 6 settembre - Donato Cocco, avvocato e politico italiano (n. 1798)
- 7 settembre - Désiré, baritono e attore teatrale francese (n. 1823)
- 7 settembre - Jules Verreaux, botanico, ornitologo e naturalista francese (n. 1807)
- 9 settembre - Désiré Niel, politico francese (n. 1814)
- 11 settembre - Muhammad IV del Marocco, sultano marocchino (n. 1810)
- 11 settembre - Agustín Fernández Muñoz, nobile e militare spagnolo (n. 1808)
- 11 settembre - August Weber, pittore tedesco (n. 1817)
- 13 settembre - Eduardo Rosales, pittore spagnolo (n. 1836)
- 14 settembre - Alexandre Guillet, politico francese (n. 1802)
- 15 settembre - Luigi Baino, politico italiano (n. 1810)
- 15 settembre - Laura Solera Mantegazza, filantropa e patriota italiana (n. 1813)
- 16 settembre - Johann Nepomuk Czermak, fisiologo austriaco (n. 1828)
- 16 settembre - Manuel Ignacio de Vivanco, politico peruviano (n. 1806)
- 17 settembre - Charles Yorke, IV conte di Hardwicke, ammiraglio e politico inglese (n. 1799)
- 19 settembre - Victor Coste, naturalista e zoologo francese (n. 1807)
- 20 settembre - Giovanni Battista Donati, matematico e astronomo italiano (n. 1826)
- 21 settembre - Auguste Nélaton, chirurgo francese (n. 1807)
- 22 settembre - Johann Friedrich August Breithaupt, mineralogista tedesco (n. 1791)
- 22 settembre - Friedrich Frey-Herosé, politico e ufficiale svizzero (n. 1801)
- 23 settembre - Jean Chacornac, astronomo francese (n. 1823)
- 23 settembre - Francesco Domenico Guerrazzi, politico, scrittore e giornalista italiano (n. 1804)
- 26 settembre - Roderich Benedix, commediografo, attore teatrale e direttore teatrale tedesco (n. 1811)
- 27 settembre - Alfonso Chierici, pittore italiano (n. 1816)
- 28 settembre - Émile Gaboriau, scrittore francese (n. 1832)

## Ottobre(21)
- 1º ottobre - Edwin Landseer, pittore e scultore britannico (n. 1802)
- 2 ottobre - Friedrich Moritz von Burger, nobile austriaco (n. 1804)
- 3 ottobre - Kintpuash, nativo americano
- 3 ottobre - Filippo de Blasio, giurista italiano (n. 1820)
- 5 ottobre - Karl Anton Josef von Baltin, generale austriaco (n. 1804)
- 5 ottobre - John C. Bowers, imprenditore, organista e religioso statunitense (n. 1811)
- 6 ottobre - Enrico Cerale, generale italiano (n. 1804)
- 6 ottobre - Carlo Noè, ingegnere idraulico italiano (n. 1812)
- 6 ottobre - Paweł Edmund Strzelecki, geologo, esploratore e alpinista polacco (n. 1797)
- 6 ottobre - Friedrich Wieck, pianista e insegnante tedesco (n. 1785)
- 8 ottobre - Francesco Ansidei, scacchista italiano (n. 1804)
- 8 ottobre - Georg von Frauenfeld, naturalista austriaco (n. 1807)
- 9 ottobre - Johan Magnus Almqvist, teologo svedese (n. 1799)
- 10 ottobre - Costantino Corti, scultore italiano (n. 1823)
- 10 ottobre - Hermann Kurz, poeta e romanziere tedesco (n. 1813)
- 13 ottobre - Emil von Sydow, militare, geografo e cartografo tedesco (n. 1812)
- 21 ottobre - Johan Sebastian Welhaven, poeta norvegese (n. 1807)
- 25 ottobre - Tekla Ignat'evna Valentinovič, nobildonna russa (n. 1801)
- 28 ottobre - Giuseppe Tomasini, poeta italiano (n. 1821)
- 29 ottobre - Ernest Feydeau, scrittore francese (n. 1821)
- 29 ottobre - Giovanni di Sassonia, sovrano tedesco (n. 1801)

## Novembre(16)
- 3 novembre - Vittorio Villa, politico italiano (n. 1824)
- 4 novembre - Temple Chevallier, astronomo, matematico e prete inglese (n. 1794)
- 6 novembre - William Joseph Hardee, generale statunitense (n. 1815)
- 7 novembre - William Villiers-Stuart, militare e politico britannico (n. 1804)
- 8 novembre - Meir Marim, rabbino bielorusso
- 9 novembre - Stephen Russell Mallory, politico statunitense (n. 1813)
- 10 novembre - Louis Le Chatelier, ingegnere francese (n. 1815)
- 13 novembre - Gabrio Casati, nobile, politico e patriota italiano (n. 1798)
- 14 novembre - Louis-Raphaël Bischoffsheim, banchiere tedesco (n. 1800)
- 16 novembre - Raffaele Petra, nobile e scrittore italiano (n. 1798)
- 17 novembre - Edmund di Schwarzenberg, austriaco (n. 1803)
- 26 novembre - Georg Amadeus Carl Friedrich Naumann, geologo e mineralogista tedesco (n. 1797)
- 27 novembre - Auguste de La Rive, fisico svizzero (n. 1801)
- 28 novembre - Edoardo Castelli, politico italiano (n. 1807)
- 28 novembre - Caterina Scarpellini, astronoma e scienziata italiana (n. 1808)
- 29 novembre - Lorenzo Ghiglini, politico italiano (n. 1803)

## Dicembre(21)
- 1º dicembre - Augustin de Backer, bibliografo belga (n. 1809)
- 3 dicembre - Raffaele Cassitto, politico italiano (n. 1803)
- 3 dicembre - Costantino Cumano, medico, politico e numismatico italiano (n. 1811)
- 6 dicembre - Manuel Acuña, poeta e scrittore messicano (n. 1849)
- 12 dicembre - Carlo Regnoli, chirurgo, paleontologo e patriota italiano (n. 1838)
- 12 dicembre - James Smith, ottico inglese (n. 1800)
- 13 dicembre - Amalia De Angelis, pittrice italiana (n. 1824)
- 14 dicembre - Louis Agassiz, biologo, zoologo e paleontologo svizzero (n. 1807)
- 14 dicembre - Elisabetta Ludovica di Baviera, regina (n. 1801)
- 16 dicembre - Nino Bixio, militare e politico italiano (n. 1821)
- 21 dicembre - Francis Garnier, esploratore francese (n. 1839)
- 22 dicembre - Charles Lenox Remond, attivista e oratore statunitense (n. 1810)
- 23 dicembre - Sarah Grimké, attivista statunitense (n. 1792)
- 23 dicembre - Michele Strassoldo-Grafenberg, militare austriaco (n. 1800)
- 24 dicembre - Johns Hopkins, imprenditore e filantropo statunitense (n. 1795)
- 24 dicembre - Robert Van Arsdale, astronomo statunitense (n. 1807)
- 25 dicembre - Anna Maria Falchi Massidda, poetessa italiana (n. 1824)
- 25 dicembre - Heinrich Gustav Hotho, filosofo e storico dell'arte tedesco (n. 1802)
- 26 dicembre - Francesco Cattaneo, politico italiano (n. 1799)
- 26 dicembre - François-Victor Hugo, traduttore francese (n. 1828)
- 27 dicembre - Edward Blyth, biologo, zoologo e ornitologo britannico (n. 1810)

## Senza giorno specificato(45)
- John Yonge Akerman, numismatico e antiquario britannico (n. 1806)
- Joseph Franz von Allioli, biblista tedesco (n. 1793)
- Domenico Angherà, patriota italiano (n. 1803)
- Jean-Pierre Barillet-Deschamps, architetto francese (n. 1824)
- Vladimir Benediktov, poeta russo (n. 1807)
- Antonio Bicchierai, giurista, magistrato e funzionario italiano (n. 1807)
- Giuseppe Bignami, poeta italiano (n. 1799)
- Jules Bourcier, ornitologo francese (n. 1797)
- Giuseppe Bovara, architetto italiano (n. 1781)
- Carlo Cacherano d'Osasco, politico italiano (n. 1797)
- William Davis, pittore irlandese (n. 1812)
- Charles Dupin, matematico francese (n. 1784)
- Michael Madhusudan Dutt, scrittore e poeta indiano (n. 1824)
- Antonio Farina, tipografo italiano (n. 1790)
- Joseph Gillot, imprenditore inglese (n. 1799)
- Gaetano Giordani, bibliografo e scrittore italiano (n. 1800)
- Karl Hüller, progettista tedesco (n. 1798)
- Attilio Incontri, politico italiano (n. 1810)
- William Jameson, botanico scozzese (n. 1796)
- Heinrich Kurz, filologo, sinologo e storico della letteratura tedesco (n. 1805)
- Joseph Lambert, esploratore francese (n. 1824)
- Henry Lark Pratt, pittore inglese (n. 1805)
- Giuseppe Luci Poniatowski, nobile, diplomatico e compositore italiano (n. 1816)
- Carlotta Maironi da Ponte, soprano italiano (n. 1827)
- Tomás Martínez, politico nicaraguense (n. 1820)
- Robert McClure, esploratore irlandese (n. 1807)
- Tommaso Michelagnoli, imprenditore e dirigente pubblico italiano (n. 1798)
- Philip Morris, imprenditore britannico (n. 1835)
- William Ogilby, avvocato e naturalista irlandese (n. 1808)
- Lorenzo Papanti, coreografo italiano (n. 1799)
- Stefano Pernigotti, imprenditore italiano (n. 1797)
- Willard Phillips, giurista statunitense (n. 1784)
- Nicholas Mahon Power, politico irlandese (n. 1787)
- Carlo Promis, architetto, archeologo e filologo italiano (n. 1808)
- Friedrich Ludwig Georg von Raumer, storico, giurista e politico tedesco (n. 1781)
- Carlo Sada di Bellagio, architetto italiano (n. 1809)
- Giuseppe Sobrero, politico italiano (n. 1781)
- Teclè Ghiorghìs II, imperatore etiope (n. 1836)
- Amédée Thierry, storico francese (n. 1797)
- Vincenzo Vannini, architetto e ingegnere italiano (n. 1791)
- Guglielmo Walton, imprenditore e inventore britannico (n. 1786)
- Ioannis Zacharias, pittore greco (n. 1845)
- Ali bin Abd Allah Al Mu'alla, emiro
- August von Adelburg, violinista austriaco (n. 1830)
- Édouard Placide Duchassaing de Fontbressin, naturalista francese (n. 1819)